# Lola THL2
La Lola THL2 è un'autovettura da Formula 1 realizzata nel 1986.

## Sviluppo
Si tratta dell'evoluzione della precedente THL1 schierata nel campionato mondiale di Formula 1 nel 1985 dal team Haas Lola.

## Tecnica
Nuovamente sponsorizzata dalla Beatrice Foods, la THL2 venne equipaggiata con un nuovo propulsore Ford Cosworth V6 twin-turbo che generava la potenza di 850 cv ed era gestito da un cambio Force/Hewland a sei rapporti. Il telaio monoscocca con struttura a nido d'ape era realizzato in alluminio e fibra di carbonio. L'impianto frenante era costituito da freni a disco ventilati.

## Attività sportiva
Accanto all'ex campione del mondo Alan Jones venne ingaggiato il pilota francese Patrick Tambay. Entrambi i piloti furono costretti ad impiegare per le prime tre corse il precedente modello THL1 per ritardi nella costruzione della THL2, e il miglior risultato fu un ottavo posto del francese nel GP di Spagna. Quando finalmente l'auto si rese disponibile, i punti iniziarono ad arrivare, nonostante i continui guasti. Il miglior risultato furono un quarto e quinto posto nel GP d'Austria. Nonostante i progressi, il team dovette chiudere alla fine della stagione a causa di un cambio di gestione nello sponsor principali e alla mancanza di nuovi finanziatori.